# PAgP
PAgP (англ. Port Aggregation Protocol) — протокол агрегування каналів; пропрієтарний протокол компанії Cisco Systems, що служить для автоматизації агрегування фізичних Ethernet-портів комутатора в один логічний. Таке об'єднання дозволяє збільшувати пропускну здатність і надійність каналу. Агрегування каналів може бути налаштоване між двома комутаторами, комутатором і маршрутизатором, між комутатором і хостом.
Для агрегування каналів існують інші назви:
- Port trunking (в Cisco Systems trunk'ом називається тегований порт, тому з цим терміном плутанини найбільше);
- EtherChannel (в Cisco Systems так називається агрегування каналів, це може відноситись як до налаштування статичних агрегованих каналів, так і з використанням протоколів LACP або PAgP);
- Port channel;
- NIC bonding.
- IEEE 802.1aq (Shortest Path Bridging)